# Estação de Muxidi
Estação de Muxidi (Chinês Simplificado 木樨地站; pinyin=Mùxīdì Zhàn) é uma estação de metrô da linha 1 do Metrô de Pequim. A estação se conectará com as linhas 16 e 18 no futuro. 

## Suspensão
Durante o movimento das tropas do Exército de Libertação Chinês em 1989 nos protestos da Praça Celestial de 1989, muitas pessoas foram mortas em Muxidi. A estação de Muxidi geralmente não funciona da data de 4 de Junho. Por exemplo:
- No dia 3 de Junho de2013, a saída A1 da estação Muxidi esteve fechada para reparos.[3]
- No dia 2 de Junho de 2014, Metrô de Pequim declarou que as saída A1 e A2 da Estação Muxidi estariam fechadas no dia 3 de Junho.[3]
- NO dia 2 de Junho de 2015, o Metrô de Pequim declarou que as saídas foram fechadas novamente. Repórteres do Min Pao descobriram que estavam impedidos de responder a posts no Weibo sobre a declaração do Metrô e outras repostas estavam impedidas.[4]

O ativista Chinês Hu Jia acredita ser uma medida para prevenir apoiadores do movimento de 1989 de relembrarem os mortos do protesto.

## References
1. ↑  «北京地铁16号线车站设计方案展示». Consultado em 25 de abril de 2013
2. ↑  «北京16号线木樨地站有望三线换乘». Xinhua News Beijing. Consultado em 4 de junho de 2018
3. 1 2 3  Mai Yanting (麦燕庭). «六四如此维稳：木樨地铁站封出口 外国学生被旅游». Radio France Internationale. Consultado em 3 de junho de 2014
4. ↑  «當局專車送天安門母親拜祭　木樨地地鐵站出口解封　原帖禁留言». Ming Pao. Consultado em 4 de junho de 2015